# Peter Ollén
Peter Gunnar Ollén, född 27 juni 1959 i Slottsstadens församling i Malmö, är en svensk moderat politiker. Han valdes in som ledamot i riksdagen vid riksdagsvalet 2022.
Han valdes 2017 till ordförande för Moderaterna i Malmö och var ledamot i Malmö stads kommunfullmäktige mandatperioden 2018–2022.
Ollén är ansvarig utgivare för tidskrifterna Sign&Print och CAP&Design samt har skrivit flera böcker om grafisk teknik. Peter Ollén är son till Strindberg-kännaren och radiochefen Gunnar Ollén och bror till bland annat tidigare politikern och generaldirektören Joakim Ollén och teaterkritikern Theresa Benér.

## Skrifter
- Praktiska försök på bildbehandlingsutrustning (1986)
- Grafisk teknik i dataåldern (1987, i norsk översättning 1988)
- Håndbog i elektronisk tekst- og billedbehandling (1988, översatt till danska av Joan Alberti)
- Intelligent samarbete kring reklamtryck (1988, med Jørgen Vester och Eivind Winsløw)
- Professionell desktopteknik : grundkunskaper för text- och bildbehandling (1993)
- Digital skrift  (1995, med Henrik Holmegaard)
- Framtidstankar : grafisk industri i Sverige (1997, red. Peter Ollén)